# Nicolae Iorga
Nicolae Iorga (Botoşani, 17 de enero de 1871-Strejnic, Prahova, 27 de noviembre de 1940) fue un historiador, profesor universitario, crítico literario, dramaturgo, poeta y político rumano. Fue miembro del parlamento, presidente de la Asamblea Nacional en la posguerra de la Primera Guerra Mundial, ministro, y, entre 1931 y 1932, primer ministro de Rumanía. Fundó el Partido Nacionalista Demócrata (Partidului Naţionalist-Democrat), antisemita. Fue asesinado por un comando de la Guardia de Hierro.

## Biografía
Nacido en 1871 en una familia de terratenientes por parte materna y de abogados y comerciantes por la paterna, con cierta ascendencia griega, Iorga estudió en la Universidad de Iași (donde tuvo como profesor, entre otros muchos, a A. D. Xenopol), aprobando con Magna Cum Laude después de un solo año. Pasó a estudiar en París, Berlín, y Leipzig, obteniendo el título de doctor en 1893. Autor prolífico, se estima que escribió 1250 volúmenes publicados y 25 000 artículos. Viajó de manera intensiva por toda Europa, y sus obras escritas en muchos idiomas sugieren el hecho que podía hablar, leer y escribir en virtualmente todos los grandes idiomas europeos modernos.  
Después de recibir el título de doctor en 1893, Iorga fue nombrado miembro correspondiente de la Academia Rumana, llegando a ser miembro pleno en 1911. Desde 1902 hasta 1906 fue editor de la revista nacionalista Sămănătorul, y en 1906 fundó el periódico Neamul românesc. Fue un contribuidor activo en dicho periódico, incluso en sus días de ministro.   
Como parte de un grupo de profesores, físicos, soldados, entre otros cargos, ayudó a traer el escultismo a Rumanía. 
Criado en una época de cambios en el país, Iorga no se sintió atraído por el socialismo ni por el liberalismo y no fue un reformista.  Consciente de la situación catastrófica del campesinado rumano, se negó, sin embargo, a analizar las causas de dicha situación. A pesar de sus cambios políticos, se mantuvo firme en su conservadurismo,a apego a una tradición idealizada y apoyo a la monarquía. Desarrolló también ciertas actitudes antisemitas y xenófobas, que sólo criticó cuando en ciertas formaciones ponían en riesgo el orden tradicional.

### Político
En 1907 fue elegido por primera vez como diputado al parlamento, presentándose junto con su futuro socio y también antisemita Alexandru C. Cuza.

#### Promotor del antisemitismo
En 1910 fundó junto a Alexandru C. Cuza, profesor universitario de Iași, una de las primeras formaciones expresamente antisemitas de Rumanía, el Partido Nacionalista Demócrata (Partidului Naţionalist-Democrat). Partido antisemita y ultranacionalista, defendía la prohibición de la residencia de los judíos en el campo, su retirada del ejército, la implantación del numerus clausus y la "solución del problema judío mediante la eliminación de estos". Iorga matizó que el artículo del programa se refería a su deportación, no a su asesinato.
Cuza, antisemita violento, se separó de Iorga en 1920 y creó el Partido Nacional Democristiano, que pasó a ser la Unión Nacional Cristiana y más tarde la LANC, precursor de otros grupos fascistas como la Guardia de Hierro. A pesar del alejamiento temporal de ambos y del rechazo de Iorga de los métodos violentos admitidos por Cuza, ambos mantuvieron su amistad y afinidad ideológica.
Entre 1919 y 1920 desempeñó el cargo de presidente de la asamblea nacional.

#### En el Partido Nacional  Campesino
Iorga era también antisemita pero no antidemocrático como Cuza. En 1925 Iorga fue miembro y presidente honorífico del Partido Nacional Rumano de Iuliu Maniu, pero lo abandonó, declarando que el partido no luchaba por el bien del campesinado, sino para los "abogados de ciudades pequeñas que defienden sus intereses mezquinos". Iorga volvió a su papel de "Hombre-Oposición".
Durante los primeros años de la década de 1920 mantiene una actitud ambigua hacia los judíos, declarándose antisemita y realizando declaraciones contra la comunidad hebrea, a la vez que condena algunos actos antijudíos y sostiene conversaciones con algunos de sus representantes. A pesar de su antisemitismo se opone, sin embargo, a las actividades de la Guardia de Hierro, deplorando también los desmanes de la LANC de su amigo Cuza.

#### En el reinado de Carol II

##### Primer ministro

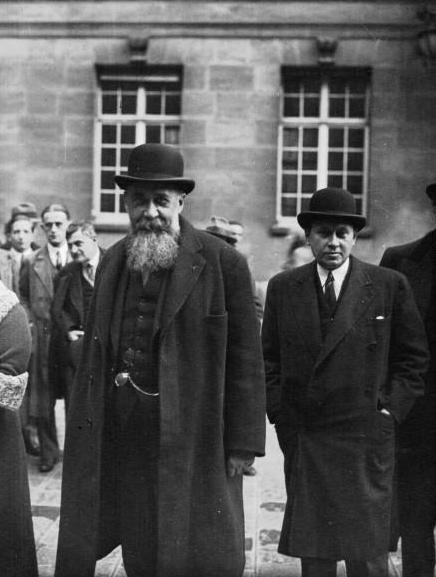
Iorga en 1931, nombrado doctor honoris causa por la universidad parisina de la Sorbona. Ese mismo año fue nombrado primer ministro de un gabinete "apolítico".

Tras el regreso del exilio de Carol II y su ascenso al trono, favorecido por el PNŢ, Iorga se opuso a un gobierno de coalición entre el PNL y los nacional-campesinos y  fue nombrado primer ministro por el monarca el 19 de abril de 1931 para hacer frente a la creciente crisis económica, al frente de un gabinete "al margen de los partidos". Iorga había mostrado durante su carrera política su capacidad para defender la política de moda en cada momento: del antisemitismo nacionalista de principios de siglo había pasado a militar en el PNŢ durante sus años de crecimiento a mediados de los años veinte para abogar a comienzos de los treinta por una dictadura corporativa al estilo italiano. Le acompañaba en el gabinete Constantin Argetoianu, partidario de las medidas duras contra los disturbios, representante de la camarilla cercana al monarca y dispuesto a entregar los escaños parlamentarios a sus partidarios y periodistas de la derecha. El objetivo del monarca era minar el sistema parlamentario y preparar el país para una posible dictadura real.
Iorga disolvió inmediatamente la cámara y aplicó las medidas de presión habituales para lograr una mayoría absoluta, que fue menor de lo esperado (48 %) a pesar de su alianza electoral con los liberales. Los nacional-campesinos vieron su apoyo reducido al 15 % de los votos y Maniu anunció su retirada de la política. A pesar de su mayoría, Iorga no contaba con un partido que lo respaldase, debido en parte a su tradicional individualismo y a su vanidad.
El gobierno de Iorga duró apenas un año y se mostró incapaz de superar la crisis económica. En julio de 1931, aprobó una ley que debía favorecer la creación de asociaciones campesinas, que fracasó. En abril de 1932 su gobierno promulgó una ley de conversión de las deudas del campesinado que debía aliviar su crítica situación pero que en el propio otoño de 1931 fue declarada inconstitucional. La ley fue utilizada por los grandes terratenientes para reducir sus deudas, fin para el que no había sido aprobada, y causó a la vez la exigencia de otros sectores agobiados por el aumento de sus deudas de ayudas gubernamentales.
Por otro lado, la gestión financiera de Argetoianu fue nefasta. Su principal misión fue la debilitar el sistema de partidos rumanos, tarea que el soberano prosiguió con los gobiernos posteriores. Con la agudización de la crisis la falta de un respaldo político se hizo notar mediante un ataque simultáneo de sus adversarios.  Tras el fracaso de su intento de lograr un crédito en Francia, el gobierno trató de reducir el sueldo de los funcionarios. El rey, opuesto a la medida, forzó la dimisión de Iorga a comienzos de junio de 1932.
Durante su gobierno, el aumento de las actividades violentas de la Guardia de Hierro llevó a su prohibición, firmada por Iorga el 26 de marzo de 1932.

##### La época de Tatarescu y la dictadura real
En 1936 apoyó con entusiasmo la conquista italiana de Etiopía, elogiando a Mussolini mientras mantiene su oposición a Hitler. Posteriormente celebró la muerte de Grigori Zinóviev y Lev Kámenev, representantes de una ideología de izquierdas que detestaba. Durante la segunda mitad de la década volvió de nuevo a su antisemitismo más radical. Mantuvo sin embargo su oposición a la Guardia, aconsejando al efímero gobierno de Octavian Goga que la reprimiese. Durante las decisivas elecciones de diciembre de 1937 en las que, por única vez en el periodo, el partido del gobierno perdió las elecciones al no obtener el porcentaje necesario para asegurarse la mayoría absoluta en el parlamento, participó como aliado del gobierno de Gheorghe Tătărescu.
Tras la proclamación de la dictadura real en febrero de 1938 Iorga formó parte del gabinete real, encabezado por el patriarca rumano Miron Cristea y cuajado de figuras políticas destacadas de la derecha rumana como Alexandru Vaida-Voevod, Gheorghe Tătărescu o el mariscal Alexandru Averescu junto con otros ministros técnicos. Iorga participó en la operación de eliminación del poder de Corneliu Zelea Codreanu y su formación fascista de la Guardia de Hierro, enfrentada a las maniobras del rey. Tras una campaña de acoso al caudillo de la Guardia, una dura carta de reproche de este a Iorga fue utilizada por el gobierno para arrestar a Codreanu y otros destacados miembros de la organización, descabezando así la formación radical el 17 de abril de 1938. Codreanu fue asesinado durante su cautivero por órdenes del rey a finales de noviembre, ante la campaña de atentados de la Guardia y la delicada situación internacional (Acuerdos de Múnich y Primer arbitraje de Viena) que aconsejaban eliminar al posible enemigo interior y afianzar el poder del régimen. El régimen declaró que los muertos habían sido abatidos cuando trataban de huir durante un traslado, aunque en realidad fueron estrangulados a las afueras de la capital. Iorga protestó por el asesinato.

#### En el Estado Nacional Legionario: defensa del rey y asesinato
Después de que el general Antonescu obligara al rey Carlos II a abdicar (7 de septiembre de 1940), por la crisis desatada por la cesión a la Unión Soviética de Besarabia y el norte de Bucovina y la entrega a finales del verano del norte de Transilvania a Hungría (Segundo arbitraje de Viena) y del sur de Dobrudja a Bulgaria (Acuerdos de Craiova) la situación se tornó complicada para Iorga.
Este fue casi el único que publicó algo en defensa del rey. En la primera página de Neamul românesc, en el 9 de septiembre de 1940, escribió:

Es un deber de honor elemental acordarse del amor con el cual fue llamado en un momento, por la nación entera, y reconocer los grandes esfuerzos que hizo para fortalecer y desarrollar nuestro país.

El 15 de septiembre, escribiendo sobre el papel de Iuliu Maniu en el derrocamiento de Carlos II, lo comparó a Robespierre, como un político que "...lucha para la moralidad por encima de cualquier cosa... que no pudo haber cometido pecado alguno... que puede demostrar a todo el mundo, en cualquier momento, que no se equivocó nunca... frío, dominante y cruel". Acusó también a la Guardia de Hierro de ser "corruptores de la nación".
Meses después, el 27 de noviembre de 1940, con la Guardia en un gobierno compartido con Antonescu, Iorga fue asesinado por un comando de la Guardia de Hierro, a la vez que otros detenidos en la prisión de Jilava eran asesinados por otros miembros de la Guardia. Esta consideraba a Iorga responsable de la muerte de su caudillo: después de que Iorga (quien entonces era ministro y consejero real) confirmara que Codreanu lo había calumniado, éste fue detenido y encarcelado, y después había sido ejecutado en una supuesta tentativa de evasión. Después del terremoto de 1940, cuando Iorga tuvo que abandonar su casa destruida de Vălenii de Munte y trasladarse a Sinaia, un comando de legionarios de Bucarest lo sacaron de su casa y lo llevaron al bosque Strejnicu (cerca de Bucarest), lo torturaron, cosieron a tiros, metieron un ejemplar de  su diario Neamul românesc (del 9 de septiembre) en su boca, profanaron su cuerpo y lo dejaron al lado de la carretera.
Su muerte rehabilitó al erudito y supuso un desdoro imborrable para la Guardia, que había acabado con el intelectual que había apadrinado a generaciones de ultranacionalistas y antisemitas, entre ellos al propio padre de Codreanu. Durante la dictadura de Nicolae Ceaucescu, sus partidarios distorsionaron su imagen, ocultando sus relaciones con las formaciones fascistas y describiéndole como defensor de la democracia.

## Obra

### Historiografía
La actividad científica de Iorga refleja parcialmente sus creencias personales. Como nacionalista moderado y defensor del tradicionalismo campesino (condición demostrada por su colaboración en Sămănătorul), Iorga demostró interés hacia la historia de los dominios rurales en Valaquia y Moldavia. Se tuvo que enfrentar con la falta de fuentes relacionadas con los rumanos en la "Edad Oscura", e intentando explicar la transición de la Dacia Romana a un pueblo hablando un idioma romance, Iorga dirigió sus esfuerzos hacia la investigación de la preservación de las costumbres romanas entre los campesinos rumanos. Habló de organizaciones administrativas campesinas que sobrevivieron hasta la Edad Media, llamándolas Romanii populare.   
Iorga pretendió que los Romanii sirvieron de base para las relaciones entre los hospodaros (campesinos-voivodas) y el pueblo (con la intención de parar las influencias extranjeras). Por culpa de su teoría entró en polémica con el modernista Eugen Lovinescu y su grupo de Sburătorul. Lovinescu afirmó la persistencia de puntos de referencia externos en la cultura rumana temprana, y sus intentos repetidos de integración en una esfera europea extendida (notando que los hospodaros solían vestirse según la moda occidental). 
Sin embargo, Iorga nunca defendió la preeminencia y originalidad absoluta de los rumanos. Fue un bizantinista reconocido en todo el mundo (el primero de Rumanía), conectando el espacio rumano con el Imperio bizantino y con la esfera sureste europea en general. Su obra Bizanţ după Bizanţ (Bizancio después de Bizancio) (1935) trata de las importantes conexiones establecidas entre el Imperio y los dos principados de la actual Rumanía. Describe los eventos que siguieron a la Caída de Constantinopla (1453), con los hospodaros asumiendo el papel de protectores del ortodoxismo (llegando a ser los patronos del Monte Athos), la perpetuación de las costumbres ceremoniales bizantinas, y la inmigración masiva de clérigos e intelectuales griegos. Iorga se distanció de la visión negativa que tuvieron la mayoría de los historiadores rumanos acerca de los fanariotas. 
En estudios amplios, tratando con la Europa de Sureste en general, Nicolae Iorga contribuyó a la historia de las estructuras sociales y económicas bizantinas, e investigó el papel que las últimas cruzadas (de los siglos XIV y XV) tuvieron en formar una identidad europea común. Su otro campo de estudio fue el Imperio otomano, Iorga notando una idea de "Bizancio después de Bizancio" en la ideología turca: él afirmó que a las instituciones ortodoxas se les dio un nuevo propósito después de la conquista, ya que los nuevos dueños fueron tolerantes hacia ellas, y que en los últimos años del reinado bizantino existió la unión forzada con los católicos (como medida que los emperadores bizantinos tomaron para asegurarse de la ayuda occidental). Iorga también afirmó que los sultanes continuaron algunas políticas del antiguo Imperio.   
Iorga escribió volúmenes de historia sobre virtualmente todos los pueblos del sureste de Europa (incluyendo a los armenios).

### Otras
Iorga escribió también poesía (se publicó un solo volumen) y obras dramáticas (como Doamna lui Ieremia, La Señora de Ieremia, o Învierea lui Ştefan cel Mare, La resurrección de Ştefan cel Mare).